# 4756 Asaramas
A 4756 Asaramas (ideiglenes jelöléssel 1950 HJ) a Naprendszer kisbolygóövében található aszteroida. A La Plata obszervatóriumban fedezték fel 1950. április 21-én.